# Bobby Rosenfeld
Fanny (Bobby) Rosenfeld (Dnipro, 28 december 1908 - Toronto, 13 november 1969) was een Canadese atlete, die zich had toegelegd op de sprint. Zij nam eenmaal deel aan de Olympische Spelen en veroverde bij die gelegenheid een gouden en een bronzen medaille.

## Loopbaan
Rosenfeld werd geselecteerd voor de Canadese ploeg voor de Olympische Zomerspelen in Amsterdam, dit waren de eerste spelen waarbij vrouwen mochten deelnemen aan atletiek. Rosenfeld won op de 100 m de zilveren medaille. Op de 4 × 100 m estafette won Rosenfeld samen met haar ploeggenotes de gouden medaille. Op de langste afstand voor vrouwen, de 800 m eindigde Rosenfeld als vijfde.

## Titels
- Olympisch kampioene 4 × 100 m estafette - 1928

## Persoonlijk record
| Onderdeel | Prestatie | Datum           | Plaats    |
| --------- | --------- | --------------- | --------- |
| 100m      | 12,3      | 31 juli 1928    | Amsterdam |
| 800m      | 2.22,4    | 2 augustus 1928 | Amsterdam |

## Belangrijkste prestaties

### 100 m
| Jaar | Wedstrijd | Plaats | tijd |
| ---- | --------- | ------ | ---- |
| 1928 | OS        | Zilver | 12,3 |

### 4 × 100 m
| Jaar | Wedstrijd | Plaats | tijd    |
| ---- | --------- | ------ | ------- |
| 1928 | OS        | Goud   | 48,4 WR |

### 800 m
| Jaar | Wedstrijd | Plaats | tijd   |
| ---- | --------- | ------ | ------ |
| 1928 | OS        | 5e     | 2.22,4 |

1928: Rosenfeld, Smith, Bell, Cook ·
1932: Carew, Furtsch, Rogers, Von Bremen ·
1936: Bland, Rogers, Robinson, Stephens ·
1948: Stad-de Jong, Witziers-Timmer, van der Kade-Koudijs, Blankers-Koen ·
1952: Faggs, Jones, Moreau, Hardy ·
1956: Strickland, Croker, Mellor, Cuthbert ·
1960: Hudson, Williams, Jones, Rudolph ·
1964: Ciepły, Kirszenstein, Górecka, Kłobukowska ·
1968: Ferrell, Bailes, Netter, Tyus ·
1972: Krause, Mickler-Becker, Richter, Rosendahl ·
1976: Oelsner, Stecher, Bodendorf, Eckert ·
1980: Müller, Wöckel, Auerswald, Göhr ·
1984: Brown, Bolden, Cheeseborough, Ashford ·
1988: Brown, Echols, Griffith-Joyner, Ashford ·
1992: Ashford, Jones, Guidry, Torrence ·
1996: Devers, Miller, Gaines, Torrence ·
2000: Fynes, Sturrup, Davis, Ferguson ·
2004: Lawrence, Simpson, Bailey, Campbell ·
2008: Borlée, Mariën, Ouédraogo, Gevaert ·
2012: Madison, Felix, Knight, Jeter ·
2016: Madison, Felix, Gardner, Bowie ·
2020: Williams, Thompson-Herah, Fraser-Pryce, Jackson ·
2024: Jefferson, Terry, Thomas, Richardson
- Gemeinsame Normdatei: 134055829
- International Standard Name Identifier: 0000 0000 6686 6051
- Library of Congress Control Number: nr2004026333
- Nationale Bibliotheek van Israël: 987007267211205171
- Virtual International Authority File: 28279721
- WorldCat: E39PBJqvWKvf4Dky7Dv3rDCfbd